# Franco Ortellado
Franco Ortellado (Adrogué, Argentina; 30 de mayo de 2001) es un futbolista argentino. Juega de defensa y su equipo actual es el Lanús de la Primera División de Argentina.

## Trayectoria
Ortellado comenzó su carrera jugando babyfutbol en el Arzeno de Burzaco de la Liga ADIAB antes de entrar a las inferiores del Club Atlético Lanús.
En 2021 fue cedido al Aldosivi, donde fue enviado al equipo B.
Debutó en el primer equipo de Lanús el 30 de abril de 2022 en la victoria por la mínima ante Independiente.
El 3 de enero de 2023, Ortellado fue cedido al Sportivo Ameliano de la Primera División de Paraguay.

## Selección nacional
Fue internacional juvenil por la selección sub-20 de Argentina, con la que disputó dos encuentros amistosos en 2019.

## Estadísticas
Actualizado al último partido disputado el 29 de enero de 2023
| Club                       | Div.          | Temporada     | Liga  | Liga  | Copas nacionales | Copas nacionales | Copas internacionales | Copas internacionales | Total | Total |
| Club                       | Div.          | Temporada     | Part. | Goles | Part.            | Goles            | Part.                 | Goles                 | Part. | Goles |
| -------------------------- | ------------- | ------------- | ----- | ----- | ---------------- | ---------------- | --------------------- | --------------------- | ----- | ----- |
| Lanús Argentina            | 1.ª           | 2022          | 9     | 1     | 0                | 0                | 0                     | 0                     | 9     | 1     |
| Lanús Argentina            | Total club    | Total club    | 9     | 1     | 0                | 0                | 0                     | 0                     | 9     | 1     |
| Sportivo Ameliano Paraguay | 1.ª           | 2023          | 2     | 0     | 1                | 0                | —                     | —                     | 3     | 0     |
| Sportivo Ameliano Paraguay | Total club    | Total club    | 2     | 0     | 1                | 0                | 0                     | 0                     | 3     | 0     |
| Total carrera              | Total carrera | Total carrera | 11    | 1     | 1                | 0                | 0                     | 0                     | 12    | 1     |

## Palmarés

### Títulos nacionales
| Título                | Club              | País     | Año  |
| --------------------- | ----------------- | -------- | ---- |
| Supercopa de Paraguay | Sportivo Ameliano | Paraguay | 2022 |